# Mühlviertler Schnellstraße
Die Mühlviertler Schnellstraße S 10 ist eine Schnellstraße in Oberösterreich und Teil der Europastraße 55. Von der ca. 38 km langen Strecke, zwischen Unterweitersdorf und der Staatsgrenze nach Tschechien bei Wullowitz, sind 22 km in Betrieb. Der Abschnitt bis Freistadt Nord steht straßenverkehrsrechtlich im Rang einer Autobahn und ist vignetten- bzw. mautpflichtig.
Nach ihrer Fertigstellung soll die S 10 die Mühlkreis Autobahn A 7 mit der im Bau befindlichen tschechischen Autobahn D 3 bei Dolní Dvořiště verbinden und dabei weitgehend parallel zur bestehenden Mühlviertler Straße B 310 verlaufen.

## Geschichte
Ursprünglich wurde die Mühlviertler Schnellstraße in den 1970ern als Mühlkreis Autobahn über den Raum westlich Neumarkt im Mühlkreis und Summerau (westlich Freistadt) zur Staatsgrenze geplant, jedoch wegen ökologischer und hydrologischer Gründe verworfen (Gusental entlang der ehemaligen Pferdeeisenbahn). 1983 wurde die A 7 zwischen dem Autobahnende bei Unterweitersdorf und der Staatsgrenze aus dem Bundesstraßengesetz gestrichen. Stattdessen sollte eine „Mühlkreis Schnellstraße“ (S 21) errichtet werden. Hintergrund dieser Änderungen waren Verkehrsprognosen für den Abschnitt, die den Bau einer Autobahn nicht rechtfertigten. Tatsächlich spielten auch finanzielle Gründe eine Rolle. Mit der Bundesstraßengesetz-Novelle 1986 wurde der Abschnitt schließlich zur Ausführung als B 125 „Prager Straße“ herabgestuft.
Mit der Samtenen Revolution und der Öffnung der Grenzen stieg das Verkehrsaufkommen im genannten Abschnitt auf der bestehenden Bundesstraße erheblich an. 1993 kündigte der tschechische Verkehrsminister Jan Stráský zudem den Bau einer Autobahn von Prag über Budweis zur Grenze bei Wullowitz an. 1999 wurde die Strecke deshalb als B 310 „Mühlviertler Straße“ in das Bundesstraßengesetz, Verzeichnis 3 (Bundesstraßen), aufgenommen, wobei danach „Anschlüsse von öffentlichen Straßen und Wegen [...] im Freilandbereich nur in Form besonderer Anschlussstellen ausgeführt werden“ durften. 2002 wurde die B 310 in das Verzeichnis 2 – Bundesschnellstraßen – des Bundesstraßengesetzes als S 10 überführt.
Nach den Korridoruntersuchungen um das Jahr 2000 wurde in den folgenden Jahren bis 2004 die Trasse festgelegt. Im März 2005 erfolgten das Einreichprojekt und die Informationsveranstaltungen in den Gemeinden. Zwischen 2007 und 2009 lief die Umwelt-Verträglichkeits-Prüfung (UVP), die im Juli 2009 abgeschlossen wurde. Danach erfolgte im Herbst des gleichen Jahres der Baubeginn für das damals größte Bauvorhaben der ASFINAG.

### Abschnitt Süd

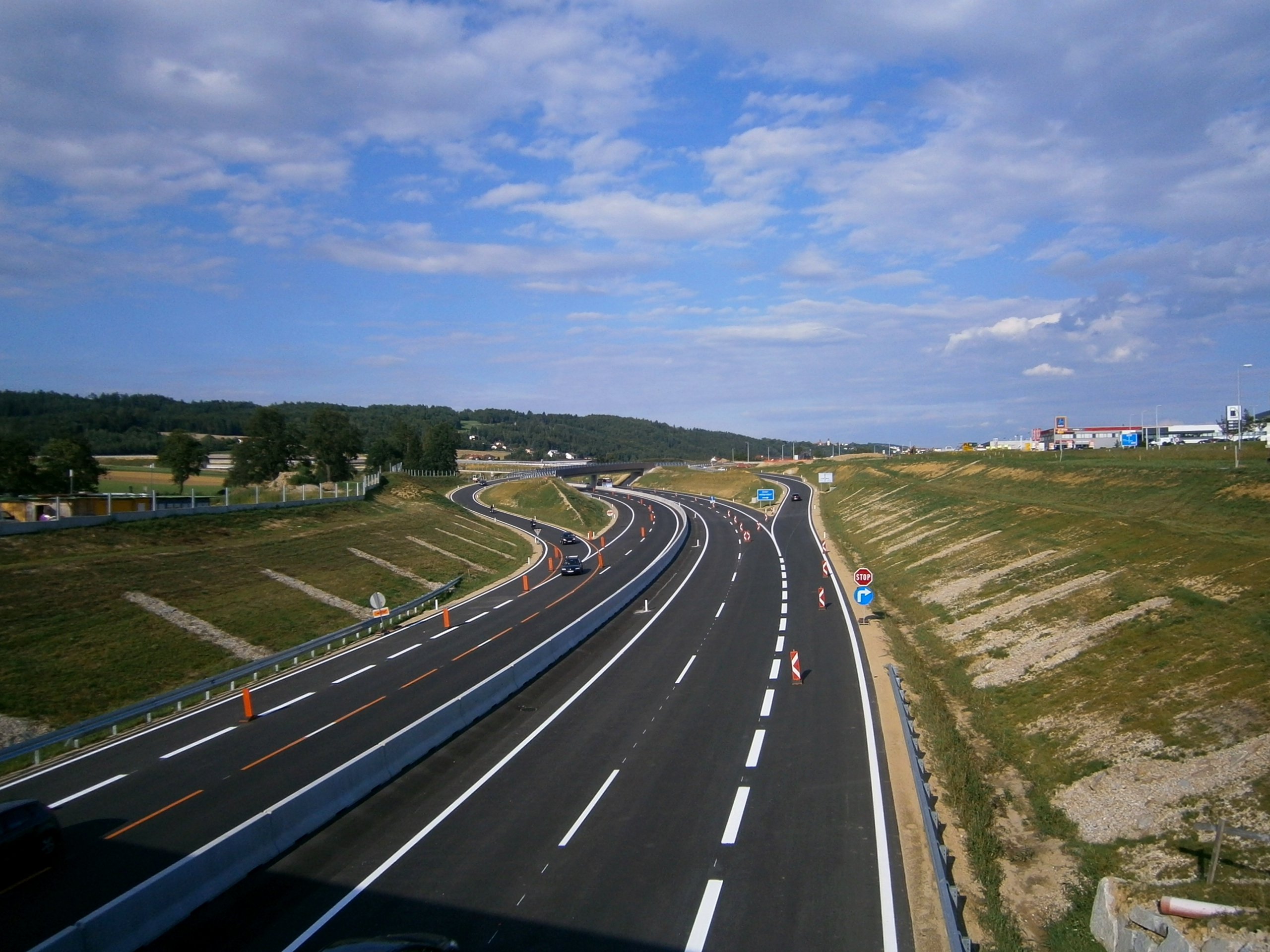
Das erste fertiggestellte Teilstück 2012 (Beginn S10 Richtung Osten - Anschluss Unterweitersdorf)

Am 30. Juli 2012 wurde der erste Abschnitt bei Unterweitersdorf eröffnet. Das 2,5 km lange Teilstück beinhaltet den Übergang zur A 7 (Knoten Unterweitersdorf) und die Anschlussstelle Unterweitersdorf, welche die S 10 über einen neuen Kreisverkehr mit den Landesstraßen B 124, B 125 und B 310 verbindet. Die alte Anschlussstelle Unterweitersdorf, welche die A 7 an ihrem Ende in die B 310 einband, wurde im Zuge der Bauarbeiten abgetragen. Wie zuvor die A 7 mündet jetzt die S 10 am Ende des ersten Abschnitts – kurz nach der neuen Anschlussstelle Unterweitersdorf – in die B 310 Richtung Freistadt.

#### Bestand
Die westliche Röhre des ursprünglich 1,3 km langen Tunnels Neumarkt wurde bereits im Rahmen des Straßenzuges B 310 genutzt. Nach Fertigstellung der S 10 wurde diese Tunnelröhre auf 1,9 km verlängert und Teil der neuen Schnellstraße. Die östliche Röhre war bis dahin nur als Fluchtstollen in Betrieb.

#### Bauvorbereitung

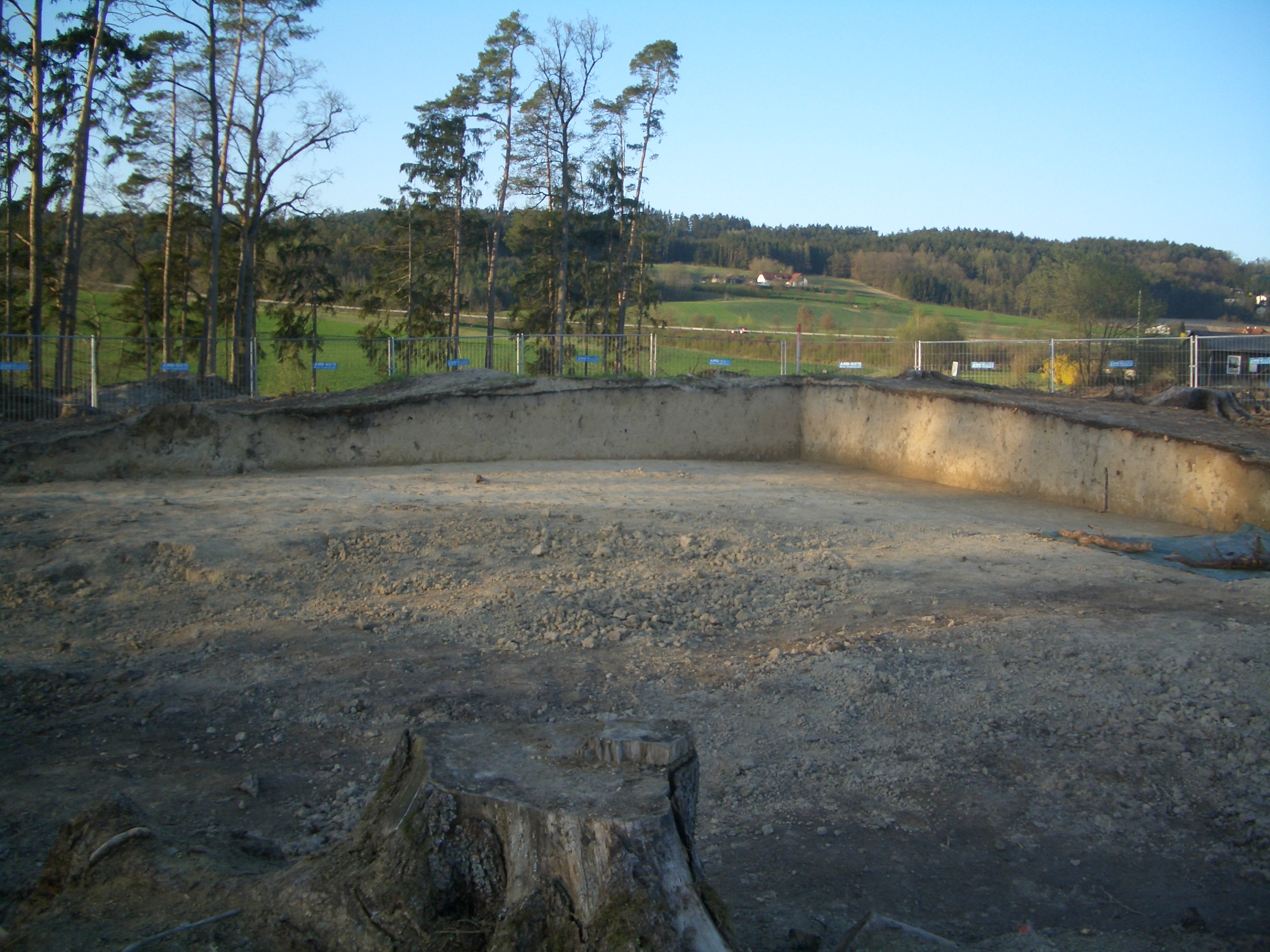
Archäologische Grabungen auf der Unterweitersdorfer Trasse 2010

Im Zuge der Bauvorbereitungen wurden bei Unterweitersdorf durch Luftaufnahmen Gräberfelder aus der Urnenfelderkultur (späte Bronzezeit) festgestellt. Im Oktober 2010 begannen Grabungsarbeiten von Archäologen. Dabei wurden zwölf Hügelgräber mit einem Durchmesser von bis zu 28 Metern und einer Höhe von bis zu zwei Metern freigelegt. Erste Grabungsergebnisse wurden in der Folge in den Anrainergemeinden Hagenberg im Mühlkreis, Pregarten, Wartberg ob der Aist und Unterweitersdorf in Ausstellungen der Öffentlichkeit vorgestellt.

#### Bau
Der Bau des 22 km langen Abschnitts Süd (Unterweitersdorf bis Freistadt Nord) begann am 1. August 2009 an zwei Stellen gleichzeitig: einerseits in Unterweitersdorf, andererseits in Freistadt.
2010 wurde mit dem Bau der Kreisverkehre der Anschlussstellen begonnen und es wurden diverse Baustraßen errichtet. Am 25. Mai 2012 wurde mit dem Bau des knapp 300 m langen Tunnels Satzingersiedlung und des Tunnels Manzenreith (mehr als 700 m) begonnen. Diese stellen gemeinsam mit 13 Brücken und der 800 m langen Unterflurtrasse Walchshof das Herzstück der Umfahrung Freistadt dar.
Abschnitt 1 bei Unterweitersdorf wurde am 30. Juli 2012 eröffnet. Der knapp 6 km lange Abschnitt von Freistadt Süd bis Freistadt Nord (Umfahrung Freistadt) ist seit 15. November 2014 für den Verkehr freigegeben. Mit 30. November 2014 wurde die neu errichtete Tunnelröhre unter Neumarkt für den Verkehr freigegeben. Die Bestandsröhre wurde danach saniert und auf den aktuellen technischen Stand gebracht. Die Verkehrsfreigabe der Gesamtstrecke erfolgte am 21. Dezember 2015.
Die Gesamtkosten für diesen Abschnitt werden mit rund 689 Millionen Euro netto angegeben. Für das Jahr 2015 betrug das prognostizierte Verkehrsaufkommen 10.300 bis 12.400 Kfz/Tag. Für das Jahr 2025 werden im Abschnitt Süd 19.000 bis 40.000 Kfz/Tag prognostiziert.

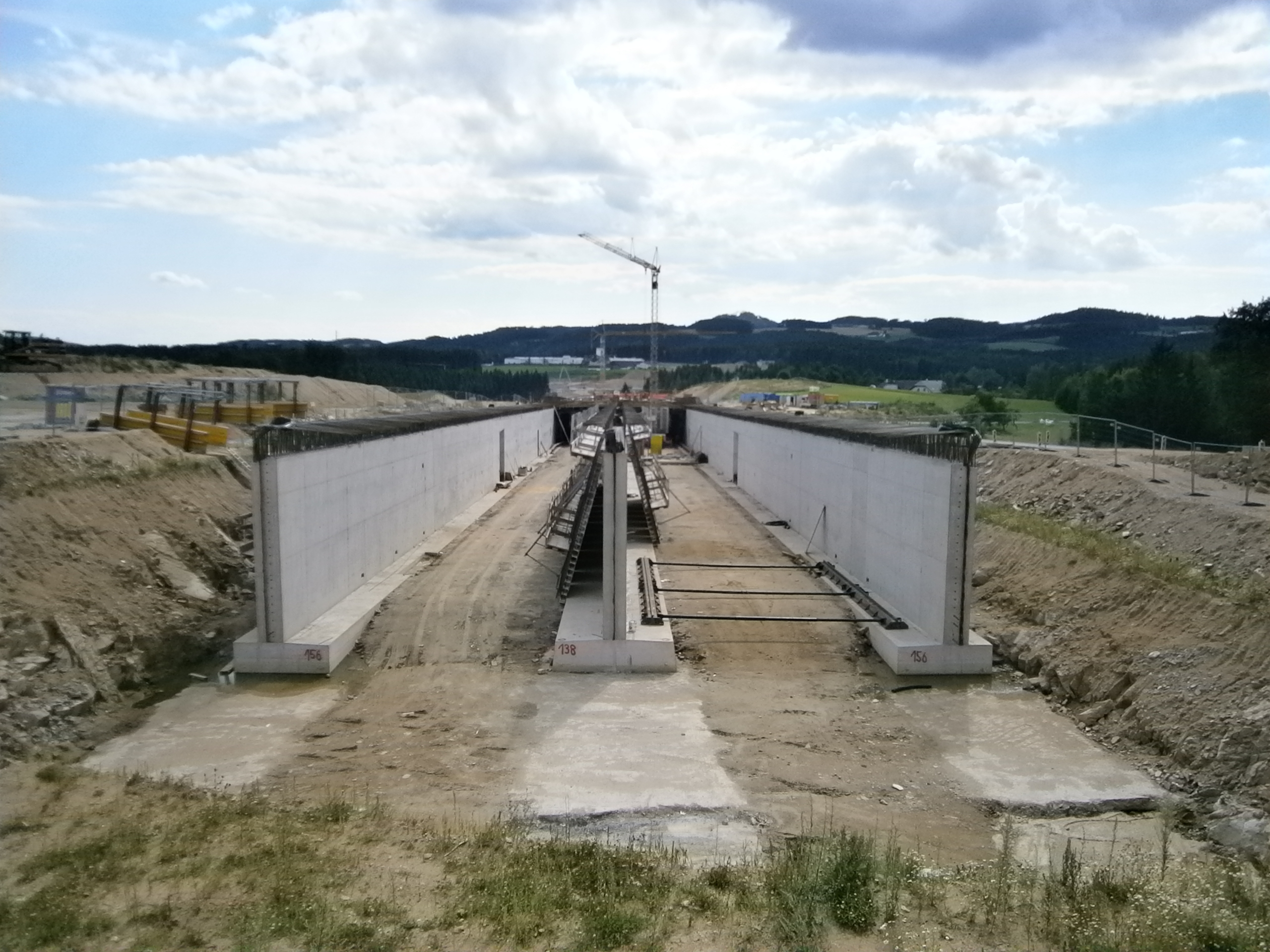
Tunnelbau bei Freistadt 2012
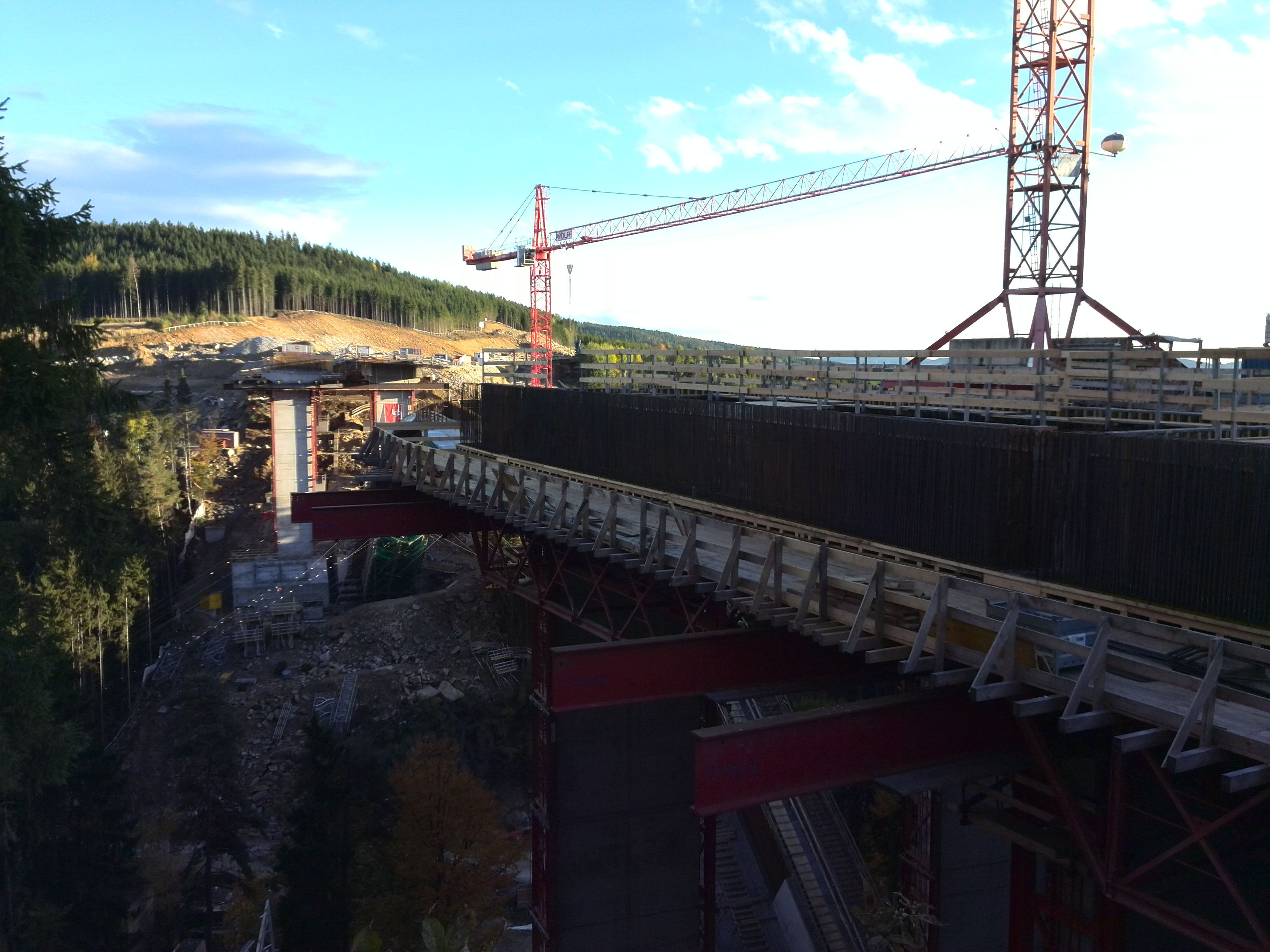
Feldaistbrücke in Bau bei Freistadt (Okt. 2013)
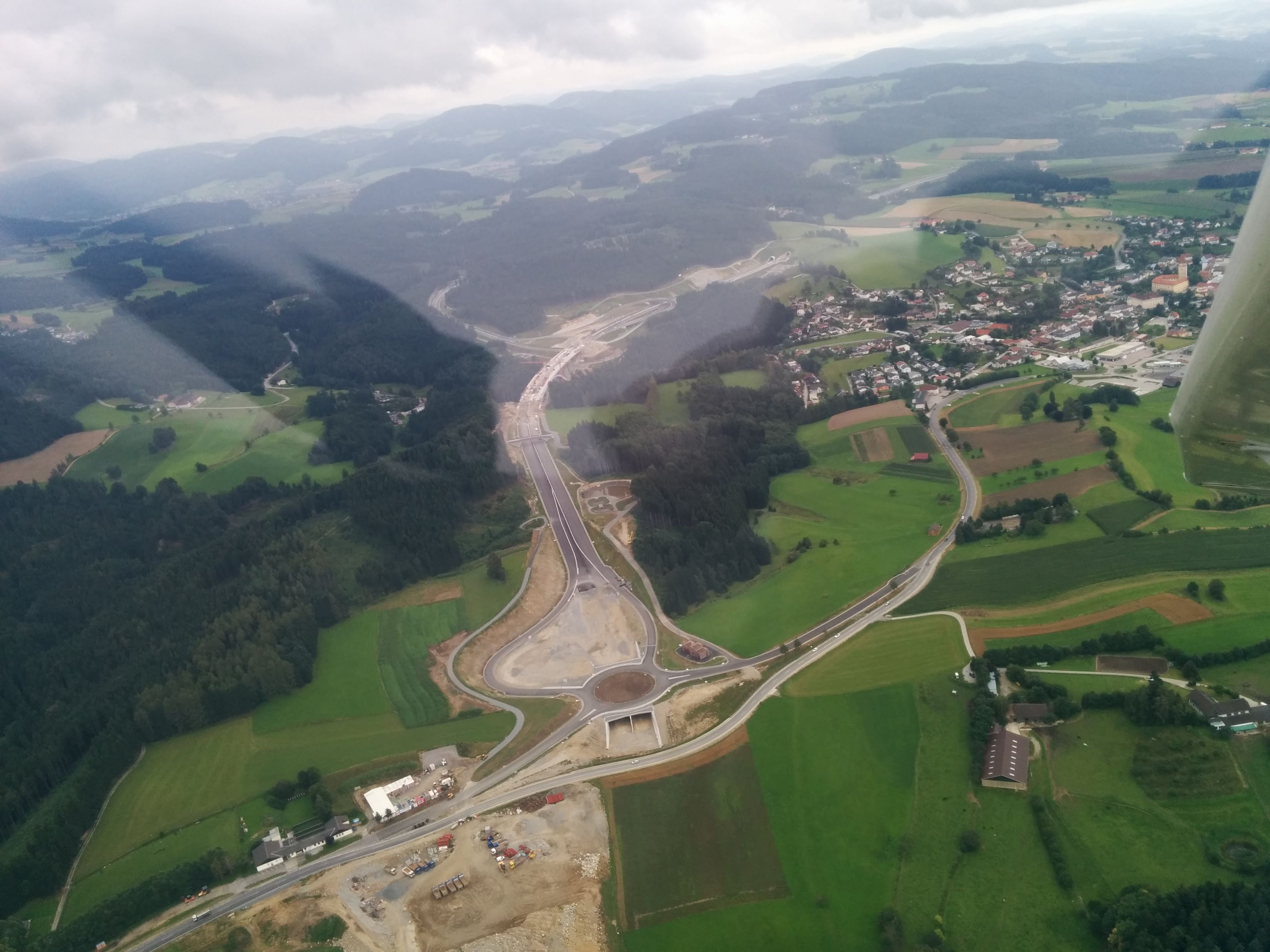
Anschlussstelle Freistadt Nord in Bau (August 2014)

#### Fertiggestellte Abschnitte
Die Fertigstellung des insgesamt 22 km langen Abschnitts vollzog sich in folgenden Abschnitten:
| Abschnitt                  | Länge     | Verkehrsübergabe |
| -------------------------- | --------- | ---------------- |
| Abschnitt Unterweitersdorf | 2,5 km    | 30.07.2012       |
| Umfahrung Freistadt        | 5,935 km  | 15.11.2014       |
| restl. Gesamtstrecke       | ca. 16 km | 21.12.2015       |

### Abschnitt Nord
Die Errichtung des Abschnitts Nord von Freistadt Nord bis Wullowitz (14,6 km) sollte im Anschluss an den Südabschnitt in Abhängigkeit von den verkehrlichen Erfordernissen und dem Baufortschritt auf tschechischer Seite erfolgen.
Auf Grund von Sparmaßnahmen im Ministerium wurde 2010 die Planung für diesen Abschnitt bis auf Weiteres ausgesetzt.

#### Freistadt Nord bis Rainbach Nord
Ende 2012 nahm die ASFINAG die Planungen für den Abschnitt Nord wieder auf und stellte Ende 2013 eine vorläufige Straßenauswahl vor. Die S 10 soll in einer Westumfahrung bis nach Rainbach im Mühlkreis Nord verlängert werden. Nach Abschluss der Planungen für die 7 Kilometer lange Westumfahrung im Jahr 2019 wurde das Projekt eingereicht. Seit November 2023 ist dieser Abschnitt im Bau, die Verkehrsfreigabe soll 2027 erfolgen.

#### Rainbach Nord bis Wullowitz
Mit den Planungen für den weiteren Ausbau Richtung Wullowitz wurde im Jahr 2021 begonnen.
2025 soll die Umweltverträglichkeitsprüfung für diesen Abschnitt starten.

## Streckenführung
Ab der Anschlussstelle Unterweitersdorf im Tal der Kleinen Gusen wird die Schnellstraße östlich des ins Hochland eingeschnittenen Grabens der Gusen – teils in Tunnellage – auch unter Neumarkt im Mühlkreis geführt, um weiter nordwärts das Tal der Feldaist südlich von Freistadt zu queren. Dabei tangiert sie zunächst auf der Hochfläche westliche Seitenbäche der Feldaist sowie, im Galgenbachtal, auch die Summerauer Bahn. Freistadt wird dann großzügig in Hang- und teils in Tunnellage östlich umfahren, ehe die Schnellstraße derzeit bei der Anschlussstelle Freistadt Nord an und in der B310, der Mühlviertler Straße, endet.

## Kritik
Am Verlauf der S10 wird aus mehreren Gründen immer wieder in Zusammenhang mit weiteren Auswirkungen diskutiert. Einerseits wird durch die Trassenführung und direkte Verlängerung der A7 der Verkehrsfluss von Schwer-LKW durch Linz erhöht. Eine Alternative wäre gewesen, die S10 nicht als Verlängerung der A7 südlich von Freistadt zu errichten, sondern direkt in südlicher Richtung zu trassieren. So hätte man die Möglichkeit gehabt eine leistungsfähige Donau-Brücke zu errichten, welche auch eine überregionale Funktion erfüllt. Eine direkte, leistungsfähige Anbindung von Mauthausen und dem auf gegenüberliegenden Donauseite angesiedelte Ennshafen hätte auch eine Stärkung der Attraktivität des auf niederösterreichischer Seite liegenden Gewerbe- und Industriebetriebe gebracht. Auch für die zwischen Perg und Mauthausen angesiedelten Unternehmen aus der Logistik- und Maschinenbaubranche wäre eine Anbindung Richtung Norden attraktiv. Ersatzweise werden wiederholt Diskussionen für eine Ostumfahrung von Linz diskutiert.
Weiters führte der zu klein dimensionierte Kreisverkehr von nur 45 m äußeren Durchmesser bei der Anschlussstelle Unterweitersdorf vom ersten Tag an zu Kritik. Anstatt rasch zu reagieren, wurde später ein Fast-Food Restaurant und eine Tankstelle in Richtung Südwesten errichtet und eine Vergrößerung damit verunmöglicht. Auch von Anfang an war es verabsäumt worden, einen Anschluss zu errichten, welcher mittels Unter-/Überführung den von der S10 Richtung B124 ab-/zufließenden Verkehr am Kreisverkehr vorbei geleitet hätte. Auch ein elliptischer Kreisverkehr bei Vergrößerung Richtung Osten und Norden hätte Entlastung bei geringeren Bodenverbrauch gebracht. Dies wäre bei Ersterrichtung aufgrund der umfangreichen Erdarbeiten in diesem Bereich geringer Mehraufwand gewesen. So hätte auch ein kleiner Kreisverkehr ausgereicht. Nun wird der Anschluss in eine ampelgeregelte Straßenkreuzung umgebaut, um Stau in Abend-/Morgenstunden zu reduzieren, welcher zu einer zusätzlichen Flächenversiegelung beitragen wird. Die Planung wurde 8 Jahre nach Eröffnung vorgenommen. März 2025 begannen die Umbaumaßnahmen.